# Nicolas Marguery
Pour les articles homonymes, voir Marguery.
Jean Nicolas Marguery, né le 18 mai 1834 à Dijon et mort le 27 mai 1910 à Paris, est un cuisinier français du XIXe siècle, surnommé « le restaurateur des Lettres ».

## Biographie
Né à Dijon le 18 mai 1834, Nicolas Marguery est d'abord plongeur puis cuisinier au Restaurant Champeaux de la place de la Bourse.
Il crée ensuite à Paris La Sole Marguery, à côté du théâtre du Gymnase, boulevard de Bonne-Nouvelle.
Le restaurant prend ainsi le nom d'une recette créée par Marguery, un filet de sole au vin blanc. Recette qui devient célèbre dans toute l'Europe, tandis que Jim Brady (1856-1917), un commercial de la compagnie de chemin de fer Manning, Maxwell and Moore la fait connaitre aux États-Unis.
Ce cuisinier, doté d'une généreuse moustache blanche et d'une crinière argentée, laissa aussi son nom à divers apprêts ainsi qu'au tournedos sauté sur fond d'artichaut.
Il est inhumé au cimetière du Père-Lachaise (division 10).